# Minha MTV
Minha MTV foi um programa exibido pela MTV Brasil exibido entre 2008 a 2010 em que toda semana você o telepectador poderá escolher um programa que será exibido no final de semana do canal. As votações acorriam via torpedo SMS.